# Hannah Ludwig
Hannah Ludwig (Heidelberg, 15 de fevereiro de 2000) é uma desportista alemã que compete em ciclismo na modalidade de estrada. Ganhou uma medalha de ouro no Campeonato Europeu de Ciclismo em Estrada de 2019, na contrarrelógio sub-23.

## Medalheiro internacional
| Campeonato Europeu | Campeonato Europeu       | Campeonato Europeu | Campeonato Europeu    |
| Ano                | Lugar                    | Medalha            | Competição            |
| ------------------ | ------------------------ | ------------------ | --------------------- |
| 2019               | Alkmaar ( Países Baixos) | Medalha de ouro    | Contrarrelógio sub-23 |

## Palmarés
2019
- Campeonato Europeu Contrarrelógio sub-23